# Congrès de Gela
Le congrès de Gela est un sommet diplomatique réunissant à Gela en -424 les cités siciliotes opposées dans des conflits depuis -427.
Il est organisé à l'initiative de Gela et Camarina, cités traditionnellement alliées mais opposées dans ce conflit. 
Hermocrate y prononce un discours en faveur de la paix et pour l'union des cités grecques de Sicile contre l'ingérence d'Athènes : 

« Ce n'est pas en qualité de citoyen d'une des villes les moins importantes ou les plus éprouvées par la guerre que je vais, Siciliens, prendre la parole devant vous. Je voudrais m'efforcer de montrer à la Sicile tout entière le parti qui me paraît le plus conforme à l'intérêt général. (…) Plus que mes discours les Athéniens vous contraindront à cette réconciliation : ce sont les plus puissants des Grecs ; ils sont près de nous, avec un petit nombre de vaisseaux, occupés à guetter nos fautes et, se parant du titre d'alliés, ils font servir à leur profit et sous de beaux prétextes leur hostilité naturelle à notre égard. Poursuivons la guerre ; faisons appel au concours de ces gens, qui, sans qu'on les invite, interviennent d'eux-mêmes, ruinons-nous par nos dépenses particulières ; travaillons à étendre leur pouvoir ! Tout naturellement, quand ils verront notre épuisement, ils viendront avec des forces plus grandes et feront tout pour soumettre le pays entier à leur domination. Bref il faut tâcher de sauver en commun la Sicile entière. 
(…) Je crois que nous nous ferons la guerre, quand il le faudra et il nous arrivera ensuite de traiter et de nous réconcilier. Mais si nous sommes sages, nous nous unirons toujours pour repousser les attaques de l'étranger ; si, quoique visés isolément, nous sommes exposés au même danger, jamais à l'avenir nous n'appellerons des alliés ni des conciliateurs. Ainsi nous assurerons sur-le-champ deux grands avantages à la Sicile : nous nous débarrasserons des Athéniens et de la guerre civile et, à l'avenir, nous habiterons ensemble un pays libre et moins exposé aux menaces de l'étranger." »

— Thucydide, La Guerre du Péloponnèse [détail des éditions] [lire en ligne], livre4, LVIII.
Hermocrate convainc toutes les parties. L'accord de paix de Gela contraint Athènes, qui n'a pas n'a pas été défait militairement à retirer ses troupes de Sicile.
Cependant, les cités siciliennes s'opposeront à nouveau rapidement entre elles, et elles appelleront Carthage et Athènes comme protecteurs.